# Церковь Христа Искупителя (Штутгарт)
Церковь Христа Искупителя (нем. Erlöserkirche) — евангелическая церковь, располагающаяся в районе Норд на севере баден-вюртембергского города Штутгарт; была построена в 1906—1908 годах по проекту архитектора Теодора Фишера; после того как здание серьёзно пострадало в годы Второй мировой войны, оно было перестроено в период с 1950 по 1954 год по планам Рудольфа Лемппа.